# Мелконян Артуш Сергойович
Артуш Сергоєвич Мелконя́н (нар. 17 травня 1931, Ленінакан) — радянський вчений в галузі агротехніки винограду. Доктор сільськогосподарських наук з 1971 року, професор з 1972 року, член-кореспондент Італійської академії виноградарства і виноробства з 1978 року, член Національного комітету СРСР по виноградарству і виноробству.

## Біографія
Народився 17 травня 1931 року в місті Ленінакані (нині Ґюмрі, Вірменія). Член КПРС з 1958 року. Закінчив Вірменський сільськогосподарський інститут. У 1954—1981 роках на науково-дослідній, партійній і адміністративній роботі. З 1981 року — перший заступник міністра плодоовочевого господарства Вірменської РСР.
Нагороджений орденом Дружби народів, орденом «Знак Пошани».

## Наукова діяльність
Наукові роботи вченого присвячені питанням біології та агротехніки виноградної лози. Ним запропоновано заходи щодо прискореного формування та вступу в плодоношення молодих виноградників, щодо підвищення життєдіяльності плодоносних виноградників, закладених на кам'янистих, напівпустельних землях Вірменії, по механізації трудомістких процесів (укриття кущів на зиму) і інше. Автор 240 наукових робіт і 4 винаходів. Серед робіт:
- Виноградарство Италии. — Москва, 1971;
- Регуляция жизнедеятельности кустов винограда. — Ереван, 1973;
- Виноградарство. — Ереван, 1975(вірм.).